# 伊萬·梅爾切普
伊萬·梅爾切普（英語：Ivan Mercep、1930年2月22日—2014年4月8日），是一名新西兰建筑师。
1950年代，他去各地旅游工作，1960年返回新西兰，并成为一名注册的建筑师。他帮助设计西奥克兰的霍尼·瓦提提毛利会堂和奥克兰大学的瓦帕帕毛利会堂。
2014年，他于奥克兰去世，享年84岁。